# بلندآوای پیسه
بلندآوای پیسه (نام علمی: Lalage nigra) گونه‌ای از پرندگان خانواده کوکوسنگ‌چشمان (Campephagidae) است که در برونئی، هند، اندونزی، مالزی، فیلیپین، سنگاپور و تایلند یافت می‌شود.